# Casiguran (Aurora)
Pour les articles homonymes, voir Casiguran.
Casiguran est une ville de la province d'Aurora, aux Philippines.